# Pristimantis zimmermanae
Pristimantis zimmermanae är en groddjursart som först beskrevs av Heyer och Hardy 1991.  Pristimantis zimmermanae ingår i släktet Pristimantis och familjen Strabomantidae. IUCN kategoriserar arten globalt som livskraftig. Inga underarter finns listade i Catalogue of Life.